# Persone di nome David/Registi
| Questa pagina contiene informazioni ricavate automaticamente dalle voci biografiche con l'ausilio del template Bio e di un bot. L'aggiornamento è periodico e automatico e ricostruisce completamente la pagina. Se manca una persona in questa lista, sei pregato di non aggiungerla, ma accertati piuttosto che la sua voce biografica contenga il template Bio e che i dati anagrafici siano correttamente compilati. Se il template Bio manca, inseriscilo tu stesso o, in alternativa, metti l'avviso {{tmp\|Bio}} che ne segnala la mancanza. Se i dati riportati sono sbagliati, correggi direttamente la voce biografica; le modifiche saranno visibili in questa lista entro pochi giorni. Per chiarimenti vedi il progetto antroponimi. La lista contiene solo le 77 persone che sono citate nell'enciclopedia e per le quali è stato implementato correttamente il template Bio. Pagina aggiornata al 23 mar 2025. |

Questa è una lista di persone presenti nell'enciclopedia che hanno il nome David e sono registi.

## A(3)
- David Andrews, regista e attore britannico (n. 1935)
- David Anspaugh, regista statunitense (Decatur, n. 1946)
- David Aylott, regista, attore e sceneggiatore inglese (Londra, n. 1885 - Hertfordshire, † 1969)

## B(6)
- David Barrett, regista e produttore televisivo statunitense (Bishop)
- David Berenbaum, regista e sceneggiatore statunitense (5 giugno)
- David Bowers, regista, sceneggiatore e animatore britannico (n. 1970)
- David Bruckner, regista e sceneggiatore statunitense (Georgia, n. 1977)
- David Burton, regista statunitense (Odessa, n. 1877 - New York, † 1963)
- David Butler, regista, attore e produttore cinematografico statunitense (San Francisco, n. 1894 - Arcadia, † 1979)

## C(5)
- David Carbonari, regista italiano (Roma, n. 1909 - † 1981)
- David Carson, regista britannico
- David Cholmondeley, VII marchese di Cholmondeley, regista cinematografico e nobile britannico (Malpas, n. 1960)
- David Constantin, regista mauriziano (Mauritius, n. 1974)
- David Cronenberg, regista, sceneggiatore e attore canadese (Toronto, n. 1943)

## D(3)
- David DeCoteau, regista e produttore cinematografico statunitense (Portland, n. 1962)
- David Dhawan, regista indiano (Jalandhar, n. 1960)
- David Dobkin, regista, produttore cinematografico e sceneggiatore statunitense (Washington, n. 1969)

## E(4)
- David R. Ellis, regista, attore e stuntman statunitense (Los Angeles, n. 1952 - Johannesburg, † 2013)
- David Emmer, regista, sceneggiatore e autore televisivo italiano (Roma, n. 1967)
- David Evans, regista britannico (n. 1962)
- David Mickey Evans, regista e sceneggiatore statunitense (Wilkes-Barre, n. 1962)

## F(4)
- David Feiss, regista statunitense (Sacramento, n. 1959)
- David Fincher, regista, produttore cinematografico e produttore televisivo statunitense (Denver, n. 1962)
- David Frankel, regista, sceneggiatore e produttore televisivo statunitense (New York, n. 1959)
- David Furnish, regista e produttore cinematografico canadese (Toronto, n. 1962)

## G(5)
- David Gill, regista britannico (Papua Nuova Guinea, n. 1928 - Huntingdon, † 1997)
- David Gordon Green, regista, sceneggiatore e produttore cinematografico statunitense (Little Rock, n. 1975)
- David Greene, regista, produttore cinematografico e sceneggiatore britannico (Manchester, n. 1921 - Ojai, † 2003)
- David Grieco, regista, sceneggiatore e attore italiano (Roma, n. 1951)
- David Wark Griffith, regista, produttore cinematografico e sceneggiatore statunitense (La Grange, n. 1875 - Los Angeles, † 1948)

## H(2)
- David Hackl, regista e scenografo canadese (Toronto, n. 1963)
- David Hartford, regista, attore e produttore cinematografico statunitense (Ontonian, n. 1873 - Hollywood, † 1932)

## I(1)
- David Irving, regista e produttore cinematografico statunitense (Santa Clara, n. 1949)

## J(2)
- David Jacobson, regista e sceneggiatore statunitense (Van Nuys, n. 1953)
- David C. Johnson, regista e sceneggiatore statunitense (Baltimora, n. 1962)

## K(3)
- David Keating, regista, sceneggiatore e produttore cinematografico irlandese (n. 1960)
- David Kirkland, regista, attore e sceneggiatore statunitense (San Francisco, n. 1878 - Los Angeles, † 1964)
- Dziga Vertov, regista e sceneggiatore sovietico (Bjelostok, n. 1896 - Mosca, † 1954)

## L(6)
- David Lean, regista, sceneggiatore e attore britannico (Croydon, n. 1908 - Londra, † 1991)
- David Ross Lederman, regista statunitense (Lancaster, n. 1894 - Hollywood, † 1972)
- David Leland, regista, sceneggiatore e attore britannico (Cambridge, n. 1941 - † 2023)
- David Leveaux, regista e direttore artistico britannico (Leicester, n. 1957)
- David Lowery, regista, sceneggiatore e montatore statunitense (Milwaukee, n. 1980)
- David Lynch, regista, sceneggiatore e attore statunitense (Missoula, n. 1946 - Los Angeles, † 2025)

## M(10)
- David MacDonald, regista, sceneggiatore e produttore cinematografico britannico (Helensburgh, n. 1904 - Londra, † 1983)
- David Mackenzie, regista e sceneggiatore britannico (Corbridge, n. 1966)
- David Mallet, regista britannico (West Horsley, n. 1945)
- David Samojlovič Mar'jan, regista cinematografico sovietico (Pavlohrad, n. 1892 - Mosca, † 1937)
- Dave Meyers, regista statunitense (Berkeley, n. 1972)
- David Michôd, regista, sceneggiatore e produttore cinematografico australiano (Sydney, n. 1972)
- David Miller, regista statunitense (Paterson, n. 1909 - Los Angeles, † 1992)
- David Robert Mitchell, regista e sceneggiatore statunitense (Clawson, n. 1974)
- David Mitton, regista, produttore televisivo e effettista britannico (Prestonpans, n. 1939 - Londra, † 2008)
- David Moreau, regista e sceneggiatore francese (Boulogne-Billancourt, n. 1976)

## N(1)
- David Nutter, regista statunitense (n. 1960)

## P(3)
- Sam Peckinpah, regista e sceneggiatore statunitense (Fresno, n. 1925 - Inglewood, † 1984)
- David Perlov, regista, sceneggiatore e direttore della fotografia israeliano (Rio de Janeiro, n. 1930 - Tel Aviv, † 2003)
- David Petrarca, regista, produttore televisivo e direttore artistico statunitense (Warwick, n. 1965)

## R(4)
- David Lowell Rich, regista statunitense (New York, n. 1920 - Raleigh, † 2001)
- David M. Rosenthal, regista, sceneggiatore e produttore cinematografico statunitense (New York, n. 1969)
- David O. Russell, regista e sceneggiatore statunitense (New York, n. 1958)
- David Trueba, regista, sceneggiatore e scrittore spagnolo (Madrid, n. 1969)

## S(8)
- David F. Sandberg, regista svedese (Jönköping, n. 1981)
- David Schmoeller, regista, sceneggiatore e produttore cinematografico statunitense (Louisville, n. 1947)
- David Semel, regista e produttore cinematografico statunitense
- David Silverman, regista e animatore statunitense (New York, n. 1957)
- Vilgot Sjöman, regista e sceneggiatore svedese (Stoccolma, n. 1924 - Stoccolma, † 2006)
- David Slade, regista e produttore televisivo britannico (Sheffield, n. 1969)
- David Smith, regista, direttore della fotografia e sceneggiatore inglese (Faversham, n. 1872 - Santa Barbara, † 1930)
- David Soren, regista, sceneggiatore e doppiatore canadese (Toronto, n. 1973)

## W(4)
- David Warren, regista statunitense
- David Wheeler, regista, produttore cinematografico e attore statunitense (Belmont, n. 1925 - Boston, † 2012)
- David Winkler, regista e produttore cinematografico statunitense
- David Worth, regista e direttore della fotografia statunitense (Los Angeles, n. 1940)

## Y(1)
- David Yates, regista e produttore televisivo britannico (St Helens, n. 1963)

## Z(1)
- David Zucker, regista, sceneggiatore e produttore cinematografico statunitense (Milwaukee, n. 1947)

## Č(1)
- David Čerkasskij, regista e sceneggiatore sovietico (Špola, n. 1931 - Kiev, † 2018)